# Chris Wilder
Christopher John „Chris“ Wilder (* 23. September 1967 in Stocksbridge) ist ein ehemaliger englischer Fußballspieler und heutiger -trainer. 

## Karriere

### Als Spieler
Wilder spielte nach seiner Ausbildung beim FC Southampton ab dem Alter von 19 Jahren 414-mal (14 Tore) in niederklassigen englischen Ligen, wobei er am längsten und häufigsten für Rotherham United aktiv war. Seine letzte Station war Halifax Town, wo er schließlich im Jahr 2001 mit 33 Jahren seine Spielerkarriere beendete.

### Als Trainer
Seine Trainerlaufbahn begann er beim Siebtligisten Alfreton Town, mit dem er vier Amateurtitel gewinnen konnte. Anschließend war Wilder ab 2002 sechs Jahre lang Cheftrainer seines ehemaligen Vereins Halifax Town, für den er in über 300 Partien an der Seitenlinie stand.
Nach einem halben Jahr als Assistent des ehemaligen Halifax-Spielers Alan Knill beim FC Bury verantwortete Wilder für sechs Spielzeiten den damaligen Fünftligisten Oxford United. Zur Saison 2010/11 gelang der Aufstieg in die Football League Two, in der sich Oxford bis zur Trennung von Wilder halten konnte. Diese wurde im Januar 2014 vollzogen, wo er den Ligakonkurrenten Northampton Town, für den er bereits als Leihspieler tätig gewesen war, übernahm. Northampton gewann unter Wilder in der Spielzeit 2015/16 mit 13 Punkten Vorsprung auf dessen alten Klub Oxford die Viertligameisterschaft und konnte in die League One aufsteigen.
Als Nachfolger von Nigel Adkins unterschrieb Wilder im Mai 2016 einen Dreijahresvertrag bei Sheffield United, seinem ersten Profiklub als Spieler. Innerhalb von drei Spielzeiten erreichte der ehemalige Verteidiger mit Sheffield zwei Aufstiege und gelangte mit dem Klub zur Saison 2019/20 bis in die Premier League. Im Juli 2019 wurde sein auslaufender Vertrag bei den Blades bis zum Jahr 2022 verlängert und bereits ein halbes Jahr später bis zum Jahr 2024 mit der Option auf ein weiteres Jahr. Nachdem in der Saison 2019/20 als Tabellenneunter ungefährdet der Klassenerhalt gelungen war, hatte das Team in der Spielzeit 2020/21 erheblich mehr Probleme. Der erste Ligasieg gelang erst im Januar 2021 im 18. Ligaspiel, womit man einen neuen Negativrekord in der Premier League aufstellte. Zum Zeitpunkt seines Abgangs „in gegenseitigem Einvernehmen“ Mitte März 2021 lag das Team mit 14 Punkten aus 28 Spielen abgeschlagen am Tabellenende und hatte einen Rückstand von 12 Punkten auf die Nicht-Abstiegsränge, zudem stand die Mannschaft im Viertelfinale um den FA Cup 2020/21.
Am 7. November 2021 übernahm Wilder den Cheftrainerposten beim Zweitligisten FC Middlesbrough. Bereits im Dezember 2021 wurde er ligaintern als Trainer des Monats ausgezeichnet, zuvor waren ihm mit dem Team im Monatsverlauf 13 Punkte aus fünf Spielen bei nur einem Gegentor gelungen. Die Teilnahme an den Aufstiegs-Play-offs wurde als Tabellensiebter knapp verpasst. Nach einem schwachen Start in die Saison 2022/23 wurde er im Anschluss an eine 0:1-Niederlage beim Tabellenletzten Coventry City auf einem Abstiegsplatz liegend Anfang Oktober 2022 entlassen.
Am 7. März 2023 wurde Wilder nur wenige Stunden nach der Entlassung von Slaven Bilić als neuer Cheftrainer des Zweitligisten FC Watford vorgestellt. Er erhielt einen Vertrag bis Saisonende, zum Zeitpunkt der Übernahme lag das Team vier Punkte hinter den Play-off-Plätzen. Unter Wilder gelangen in den letzten elf Saisonspielen drei Siege und drei Unentschieden, was nicht zum Erreichen der Play-off-Plätze reichte. Mit Saisonende verließ er den Klub wieder.
Anfang Dezember 2023 kehrte er als Cheftrainer zu Sheffield United zurück, er ersetzte dort Paul Heckingbottom. Sheffield war als Zweitligaaufsteiger zur Saison 2023/24 in die Premier League zurückgekehrt, hatte nach elf Niederlagen aus den ersten 14 Ligaspielen aber als Tabellenletzter fünf Punkte Rückstand auf den ersten Nicht-Abstiegsplatz. In der Zweitligasaison 2024/25 belegte Wilder mit Sheffield United den dritten Tabellenplatz, zehn Punkte hinter den beiden direkten Aufsteigern. In den Aufstiegs-Play-offs scheiterte das Team im Finale im Londoner Wembley-Stadion durch einen Treffer in der Nachspielzeit am AFC Sunderland. Nach dem verpassten Aufstieg wurde Wilders Mitte Juni entlassen.

## Erfolge als Trainer
Northampton Town
- Meister der Football League Two und Aufstieg in die Football League One: 2016

Sheffield United
- Meister der EFL League One und Aufstieg in die EFL Championship: 2017
- Aufstieg in die Premier League: 2019